# Cincinnati Bengals 2005
La stagione 2005 dei Cincinnati Bengals è stata la 37ª della franchigia nella National Football League, la 40ª complessiva. Fu la prima stagione con un record positivo, la prima qualificazione ai playoff e il primo titolo di division dal 1990. Nelle quattordici stagioni del periodo 1991–2004, i Bengals ebbero un record di 71–153 (31,7% di vittorie). Fu anche l'unica qualificazione ai playoff nell'arco di 18 anni (1991–2008). Il quarterback Carson Palmer ebbe un'ottima partenza in una stagione da 3.836 yard passate e 32 touchdown, venendo convocato per il Pro Bowl. A ricevere molti dei passaggi di Palmer vi fu Chad Johnson, che seguì il compagno al Pro Bowl alle Hawaii, concludendo con 1.432 yard ricevute e 9 marcature. L'annata si chiuse nel turno delle wild card dei playoff perdendo con i Pittsburgh Steelers futuri vincitori del Super Bowl, complice un infortunio che tolse Palmer dalla partita alla seconda giocata del match.

## Roster
| Roster dei Cincinnati Bengals nel 2005 |
| --- |
| Quarterback - 3 Jon Kitna - 6 Craig Krenzel - 9 Carson Palmer Running Back - 32 Rudi Johnson - 31 Jeremi Johnson FB - 30 Nick Luchey FB - 23 Chris Perry Wide Receiver - 15 Chris Henry - 84 T.J. Houshmandzadeh - 85 Chad Johnson - 88 Tab Perry - 83 Kevin Walter - 87 Kelley Washington Tight End - 82 Reggie Kelly - 89 Matt Schobel - 86 Tony Stewart Offensive Linemen - 71 Willie Anderson T - 79 Stacy Andrews T - 74 Rich Braham C - 53 Eric Ghiaciuc C - 76 Levi Jones T - 75 Scott Kooistra G - 65 Eric Steinbach G - 63 Bobbie Williams G Defensive Linemen - 96 Matthias Askew DT - 92 Duane Clemons DE - 68 Jonathan Fanene DE - 91 Robert Geathers DE - 72 Carl Powell DE - 90 Justin Smith DE - 66 Shaun Smith DT - 97 John Thornton DT - 98 Bryan Robinson DT Linebacker - 59 Landon Johnson OLB - 58 Caleb Miller OLB - 57 Hannibal Navies OLB - 99 David Pollack OLB - 56 Brian Simmons OLB - 51 Odell Thurman MLB - 52 Nate Webster MLB - 55 Marcus Wilkins OLB Defensive Back - 21 Rashad Bauman CB - 41 Patrick Body CB - 27 Greg Brooks CB - 20 Tory James CB - 34 Kevin Kaesviharn FS - 42 Anthony Mitchell SS - 24 Deltha O'Neal CB - 26 Ifeanyi Ohalete SS - 25 Keiwan Ratliff CB/PR Special Team - 17 Shayne Graham K - 19 Kyle Larson P - 48 Brad St. Louis LS/TE Lista delle riserve - 22 Kim Herring S (IR) - 70 Adam Kieft OT (IR) - 50 Larry Moore G/C (IR) - 33 Kenny Watson RB (IR) - 64 Ben Wilkerson C (PUP) - 40 Madieu Williams S (IR) Squadra di allenamento - 13 Jamall Broussard WR - 36 Tony Bua S - 49 Ronnie Ghent FB - 44 Herana-Daze Jones S - 61 Pete Lougheed OT - 73 Kyle Takavitz G - 67 Ryan Hayslip G - 35 Quincy Wilson RB |
| Legenda - I rookie sono in corsivo. - Il primo ruolo è il principale mentre gli eventuali successivi indicano i ruoli secondari. - (IR) sta per Injured Reserve ed indica la lista ristretta per un solo giocatore infortunato che può tornare ad allenarsi dopo la settimana 6 e a rientrare in prima squadra dopo che questa ha giocato 8 partite. - (NF-Inj.) / (NF-Ill.) stanno rispettivamente per Non-Football Injured e Non-Football Illness ed indicano le liste dove viene inserito un giocatore che ha un infortunio o una malattia non dipendente dal football americano. - (PUP) sta per Physically Unable to Perform ed indica la lista dove viene inserito un giocatore mentre è in attesa di recuperare la condizione fisica. Nella stagione regolare dopo la sesta partita giocata dalla propria squadra, il giocatore ha tempo tre settimane per riprendere ad allenarsi, più tre settimane aggiuntive dal suo rientro agli allenamenti per rientrare in prima squadra. |

## Calendario
| Stagione regolare |                    |                         |                    |                    |                          |                    |                    |                    |
| Turno             | Data               | Avversario              | Risultato          | Record             | Pubblico                 | Sintesi            |                    |                    |
| 1                 | 11 settembre       | at Cleveland Browns     | V 27–13            | 1–0                | Cleveland Browns Stadium | Recap              |                    |                    |
| 2                 | 18 settembre       | Minnesota Vikings       | V 37–8             | 2–0                | Paul Brown Stadium       | Recap              |                    |                    |
| 3                 | 25 settembre       | at Chicago Bears        | V 24–7             | 3–0                | Soldier Field            | Recap              |                    |                    |
| 4                 | 2 ottobre          | Houston Texans          | V 16–10            | 4–0                | Paul Brown Stadium       | Recap              |                    |                    |
| 5                 | 9 ottobre          | at Jacksonville Jaguars | S 20–23            | 4–1                | Alltel Stadium           | Recap              |                    |                    |
| 6                 | 16 ottobre         | at Tennessee Titans     | V 31–23            | 5–1                | The Coliseum             | Recap              |                    |                    |
| 7                 | 23 ottobre         | Pittsburgh Steelers     | S 13–27            | 5–2                | Paul Brown Stadium       | Recap              |                    |                    |
| 8                 | 30 ottobre         | Green Bay Packers       | V 21–14            | 6–2                | Paul Brown Stadium       | Recap              |                    |                    |
| 9                 | 6 novembre         | at Baltimore Ravens     | V 21–9             | 7–2                | M&T Bank Stadium         | Recap              |                    |                    |
| 10                | Settimana di pausa | Settimana di pausa      | Settimana di pausa | Settimana di pausa | Settimana di pausa       | Settimana di pausa | Settimana di pausa | Settimana di pausa |
| 11                | 20 novembre        | Indianapolis Colts      | S 37–45            | 7–3                | Paul Brown Stadium       | Recap              |                    |                    |
| 12                | 27 novembre        | Baltimore Ravens        | V 42–29            | 8–3                | Paul Brown Stadium       | Recap              |                    |                    |
| 13                | 4 dicembre         | at Pittsburgh Steelers  | V 38–31            | 9–3                | Heinz Field              | Recap              |                    |                    |
| 14                | 11 dicembre        | Cleveland Browns        | V 23–20            | 10–3               | Paul Brown Stadium       | Recap              |                    |                    |
| 15                | 18 dicembre        | at Detroit Lions        | V 41–17            | 11–3               | Ford Field               | Recap              |                    |                    |
| 16                | 24 dicembre        | Buffalo Bills           | S 27–37            | 11–4               | Paul Brown Stadium       | Recap              |                    |                    |
| 17                | 1 gennaio          | at Kansas City Chiefs   | S 3–37             | 11–5               | Arrowhead Stadium        | Recap              |                    |                    |

## Classifiche
| AFC Central Division    |    |    |   |      |     |      |     |     |     |
|                         | V  | S  | P | %    | DIV | CONF | PF  | PS  | STR |
| (3) Cincinnati Bengals  | 11 | 5  | 0 | .688 | 5–1 | 7–5  | 421 | 350 | S2  |
| (6) Pittsburgh Steelers | 11 | 5  | 0 | .688 | 4–2 | 7–5  | 389 | 258 | V4  |
| Baltimore Ravens        | 6  | 10 | 0 | .375 | 2–4 | 4–8  | 265 | 299 | S1  |
| Cleveland Browns        | 6  | 10 | 0 | .375 | 1–5 | 4–8  | 232 | 301 | V1  |